# Hans Börtas
Hans Börtas, född 25 november 1913 i Rättviks församling, Kopparbergs län, död 29 november 2007 i Råsunda församling, Stockholms län, var en svensk riksspelman och folkmusiker.

## Diskografi
- 1980 – Börtas Hans och Rolf Lundgren spelar låtar från Rättvik-Boda-Bingsjö. Tillsammans med Rolf Lundgren.[3]

## Utmärkelser
- 1948 – Zornmärket i silver med kommentaren "För synnerligen gott spel och värdefulla låtar.".
- 1982 – Zornmärket i guld med kommentaren "För mästerligt och traditionsbevarande spel av låtar från Rättvik".